# Clorofluorocarbură

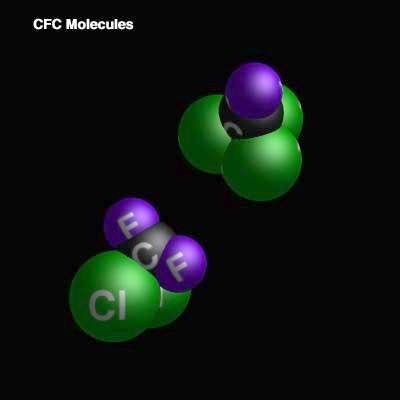
Structura CFC indică substituția atomilor de hidrogen cu atomi de clor și fluor; în imagine, moleculele de freon-11 (sus) și freon-12 (jos).

Clorofluorocarburile (CFC) sunt compuși halogenați derivați din hidrocarburi în care atomii de hidrogen au fost înlocuiți cu atomi de clor și fluor. Sunt un tip de fluorocarburi. O denumire tehnică mai des întâlnită a CFC este aceea de freon, un exemplu concret fiind freonul-12 (diclorodifluorometanul, CCl2F2). Există și derivați ai CFC care conțin brom, precum halotanul (C2HBrClF3).
Deoarece CFC contribuie la distrugerea stratului de ozon din atmosfera superioară, fabricarea acestor compuși a fost reglementată de Protocolul de la Montreal, așadar mai nou sunt înlocuite cu alți produși, precum hidrofluorocarburile (HFC). 

## Structură
Analog alcanilor simpli, atomii de carbon din moleculele de CFC au o geometrie tetraedrică. Deoarece atomii de clor și de fluor au mărimi și sarcini efective diferite față de hidrogen și față de ei, clorofluorocarburile derivate de la metan au o simetrie aproape perfect tetraedrică.

## Proprietăți chimice
Majoritatea clorofluorocarburilor nu sunt reactive din punct de vedere chimic și sunt stabile la temperaturi înalte. Totuși, fiind atât de nereactive și inerte, se pot propaga în stratosferă unde, din cauza unor reacții fotochimice, produc descompunerea și distrugerea stratului de ozon:
CCl3F → CCl2F. + Cl.
Atomul de clor, notat Cl., reacționează foarte diferit față de molecula diatomică de diclor (Cl2). Radicalul Cl. are o durată de viață lungă în atmosfera superioară, unde catalizează transformarea ozonului în oxigen diatomic O2 printr-o serie de reacții înlănțuite:
Cl· + O
3 → ClO + O
2
ClO + O
3 → Cl· + 2 O
2

## Utilizări
Clorofluorocarburile sunt folosite ca propulsori în aerosoli, ca agenți frigorifici (refrigerenți) și solvenți.